# Gouvernement Straujuma II
 (septembre 2023).
Si vous disposez d'ouvrages ou d'articles de référence ou si vous connaissez des sites web de qualité traitant du thème abordé ici, merci de compléter l'article en donnant les références utiles à sa vérifiabilité et en les liant à la section « Notes et références ».
République de Lettonie
Straujuma I Kučinskis
Le gouvernement Straujuma II (en letton : Straujumas 2. Ministru kabinets) est le gouvernement de la République de Lettonie entre le 5 novembre 2014 et le 11 février 2016, durant la douzième législature de la Diète.

## Historique et coalition
Dirigé par la Première ministre sortante Laimdota Straujuma, ce gouvernement est constitué et soutenu par une coalition de centre droit entre Unité, l'Union des verts et des paysans (ZZS) et l'Alliance nationale (NA). Ensemble, ils disposent de 61 députés sur 100 à la Diète.
Il est formé à la suite des élections législatives du 4 octobre 2014 et succède au gouvernement Straujuma I, constitué et soutenu par les mêmes partis ainsi que le Parti réformateur (RP), signataire d'un accord électoral avec Unité en 2013. Lors du scrutin, la majorité parlementaire, bien que légèrement amoindrie, est clairement reconduite. En conséquence, elle forme un nouvel exécutif.

## Composition

### Initiale (5 novembre 2014)
- Les nouveaux ministres sont indiqués en gras, ceux ayant changé d'attributions en italique.

| Portefeuille                                                              | Nom | Nom | Nom                                         | Parti |
| ------------------------------------------------------------------------- | --- | --- | ------------------------------------------- | ----- |
| Première ministre                                                         |     |     | Laimdota Straujuma                          | Unité |
| Ministre de la Défense                                                    |     |     | Raimonds Vējonis (jusqu'au 07/07/2015)      | ZZS   |
| Ministre de la Défense                                                    |     |     | Raimonds Bergmanis (à partir du 08/07/2015) | ZZS   |
| Ministre des Affaires étrangères                                          |     |     | Edgars Rinkēvičs                            | Unité |
| Ministre des Affaires économiques                                         |     |     | Dana Reizniece-Ozola                        | ZZS   |
| Ministre des Finances                                                     |     |     | Jānis Reirs                                 | Unité |
| Ministre de l'Intérieur                                                   |     |     | Rihards Kozlovskis                          | Unité |
| Ministre de l'Éducation et de la Science                                  |     |     | Mārīte Seile                                | Sans  |
| Ministre de la Culture                                                    |     |     | Dace Melbārde                               | NA    |
| Ministre du Bien-être social                                              |     |     | Uldis Augulis                               | ZZS   |
| Ministre des Transports                                                   |     |     | Anrijs Matīss                               | Unité |
| Ministre de la Justice                                                    |     |     | Dzintars Rasnačs                            | NA    |
| Ministre de la Santé                                                      |     |     | Guntis Belēvičs                             | ZZS   |
| Ministre de la Protection de l'environnement et du Développement régional |     |     | Kaspars Gerhards                            | NA    |
| Ministre de l'Agriculture                                                 |     |     | Jānis Dūklavs                               | ZZS   |